# Shakera Selman
 Shakera Casandra Selman (sinh ngày 1 tháng 9 năm 1989) là một vận động viên cricket người Tây Ấn. Vào tháng 10 năm 2018, Cricket West Indies (CWI) đã trao cho cô ấy một hợp đồng dành cho nữ cho mùa giải 2018. Cuối tháng đó, cô được ghi tên vào đội hình của West Indies cho giải đấu ICC Women's World Twenty20 2018 ở West Indies.